# Las hermanas Hurtado
Las hermanas Hurtado es un trío cómico formado por las hermanas Paloma, Teresa y Fernanda Hurtado (estas dos últimas gemelas), hijas de la también actriz Mary Carrillo y de Diego Hurtado Álvarez.

## Biografía
El trío comenzó a trabajar como tal en 1979, aunque ya habían hecho trabajos juntas en series como La casa de los Martínez. Pero como trío propiamente dicho debutaron como las hermanas Hurtado en un show cómico-musical titulado El show de las Hurtado. Muchos de sus números como trío humorístico se presentaron en 1981 en el programa Aplauso. En 1982, además, protagonizaron la película de Javier Aguirre En busca del huevo perdido.
A uno de sus espectáculos se presenta Narciso Ibáñez Serrador, que se encontraba preparando los detalles para la tercera etapa de Un, dos, tres... Chicho Ibáñez Serrador había pensado en un principio utilizar como parte negativa del concurso al entonces trío cómico Martes y trece, pero cambia de opinión y contrata a las Hurtado, que se convertirán en las primeras tacañonas para aquella tercera etapa que vería la luz en agosto de 1982. Paloma Hurtado interpretaba a la Viuda de Poco, Teresa Hurtado interpretaba a la Seño y Fernanda Hurtado interpretaba a Mari Puri. Con estos personajes ganaron un premio TP de Oro en 1982 a los personajes más populares.
Finalizada la tercera etapa, intentando renovar el concurso, Chicho prescinde de ellas y contrata a otra actriz en su lugar, pero ya en los ensayos se dio cuenta de que el nuevo personaje no iba a funcionar e invitó a las Hurtado a que asistieran a la grabación del primer programa. Allí les pidió que regresaran al concurso una vez que concluyera el contrato con la primera actriz. Ellas aceptaron a cambio de hacer intervenciones en la subasta mientras llegaba ese momento, y de esta forma nació una de sus coletillas más famosas, el Hala, vamos, hala venimos, acompañado del característico movimiento coreográfico de sus cabezas al entrar en escena. Cuando se reincorporaron al puesto de Tacañonas, el éxito en la subasta era tal que siguieron haciendo intervenciones e incluso grabaron una canción con el Hala vamos incluida en el segundo disco del Un, dos, tres... de los ochenta. Se recuerdan de sus intervenciones lo mal que se lo hacían pasar a los concursantes haciéndoles mil y una travesuras a cada cual más malévola.
Continuaron en el programa hasta 1988, y tras esto siguieron haciendo distintas galas y ya en los noventa intervenciones en programas como Vip Tarde de Telecinco, para regresar al concurso en 1991, terminando definitivamente en 1994, si bien Paloma hubo algunas semanas que no pudo aparecer, ya que antes de comenzar la novena etapa sufrió un terrible accidente en el cual casi pierde la vida, que la tuvo convaleciente varios meses, aunque pudo reincorporarse finalmente a la grabación. Tras su paso por el Un, dos, tres..., participaron en algunas series como Éste es mi barrio con José Sacristán.
Un tiempo después de la boda de Paloma Hurtado con el norteamericano Pat Wolf, el trío se disolvió y Paloma se retiró de la escena. Las gemelas Teresa y Fernanda aparecieron esporádicamente en diversos programas y series como Hospital Central, entre otras.